# Castrul roman de la Cernavodă
Castrul roman se află la N-E de orașul Cernavodă, județul Constanța (a nu se confunda cu cetatea Axiopolis situată la sud de oraș).